# Bactrocera
Bactrocera è un genere di insetti fitofagi compresa nella famiglia dei Tephritidae, sottofamiglia Dacinae  (Ditteri Ciclorrafi Schizofori). Comprende 520 specie  (549 secondo ).

## Generalità
Il genere Bactrocera MACQ si distingue da Dacus FABRICIUS per gli urotergiti III-V separati. Per questo motivo, numerose specie inizialmente comprese in Dacus sono state trasferite da DREW (1989)  in Bactrocera.
Si tratta di specie di grande importanza nel settore agronomico per i danni che può arrecare alle colture.
Deriva il suo nome dalle parole greche bakter (bastoncello) e kera (corno).

## Distribuzione e habitat
Le Bactrocera sono presenti in gran parte in aree tropicali in Asia e in Oceania e, in piccola parte in Africa. Alcune specie si estendono per un certo tratto nell'areale paleartico, provenendo dal continente africano o da entrambi gli areali.

## Specie del genereBactrocera
Come per tutti i Tefritidi, le specie del genere Bactrocera sono spesso indicate con il nome generico di mosca della frutta. Le singole specie hanno nomi comuni che fanno riferimento al loro habitat oppure alla coltura attaccata. L'elenco che segue indica i nomi comuni con cui sono indicate alcune specie. In grassetto sono evidenziate le specie presenti o introdotte in Italia.
- Bactrocera correcta: Mosca della guayaba
- Bactrocera cucurbitae: Mosca del melone
- Bactrocera dorsalis: Mosca orientale della frutta
- Bactrocera halfordiae: Mosca dell'halfordia
- Bactrocera latifrons: Mosca malese della frutta
- Bactrocera oleae: Mosca dell'olivo
- Bactrocera passiflorae: Mosca figiana della frutta
- Bactrocera tryoni: Mosca della frutta del Queensland